# 圣毛里齐奥卡纳韦塞
圣毛里齐奥卡纳韦塞（義大利語：San Maurizio Canavese），是意大利都灵省的一个市镇。总面积17.3平方公里，人口9496人，人口密度548.9人/平方公里（2009年）。ISTAT代码为001248。